# گدری
گدری (به لاتین: Godri) یک منطقهٔ مسکونی در افغانستان است که در ولایت بغلان واقع شده‌است.